# The Gang's All Here (Skid Row)
The Gang's All Here è il sesto album in studio del gruppo musicale statunitense Skid Row, pubblicato nel 2022, a sedici anni di distanza dal precedente.

## Tracce
1. Hell or High Water – 4:41 (Rachel Bolan, Dave "The Snake" Sabo)
2. The Gang's All Here – 3:37 (Bolan, Sabo, Paul Taylor)
3. Not Dead Yet – 2:48 (Bolan, Sabo, Z P Theart)
4. Time Bomb – 4:14 (Bolan)
5. Resurrected – 3:25 (Bolan, Scotti Hill, Sabo)
6. Nowhere Fast – 3:44 (Johnny Andrews, Bolan, Hill, Sabo)
7. When the Lights Come On – 3:54 (Bolan)
8. Tear It Down – 3:57 (Bolan, Marti Frederiksen, Hill, Sabo)
9. October's Song – 7:07 (Bolan, Sabo, Theart)
10. World on Fire – 3:37 (Bolan, Sabo, Theart)

## Formazione
- Rachel Bolan – basso, cori
- Dave Sabo – chitarra, cori
- Scotti Hill – chitarra, cori
- Rob Hammersmith – batteria, cori
- Erik Grönwall – voce